# Sciobia tristis
Sciobia tristis är en insektsart som först beskrevs av Bolívar, I. 1925.  Sciobia tristis ingår i släktet Sciobia och familjen syrsor. Inga underarter finns listade i Catalogue of Life.